# Chrysosimplocaria nepalensis
Chrysosimplocaria nepalensis là một loài bọ cánh cứng trong họ Byrrhidae. Loài này được Paulus miêu tả khoa học năm 1982.